# Gomphus viridifrons
Gomphus viridifrons är en trollsländeart som beskrevs av James Stewart Hine 1901. Gomphus viridifrons ingår i släktet Gomphus och familjen flodtrollsländor. Inga underarter finns listade i Catalogue of Life.